# Beach Pull

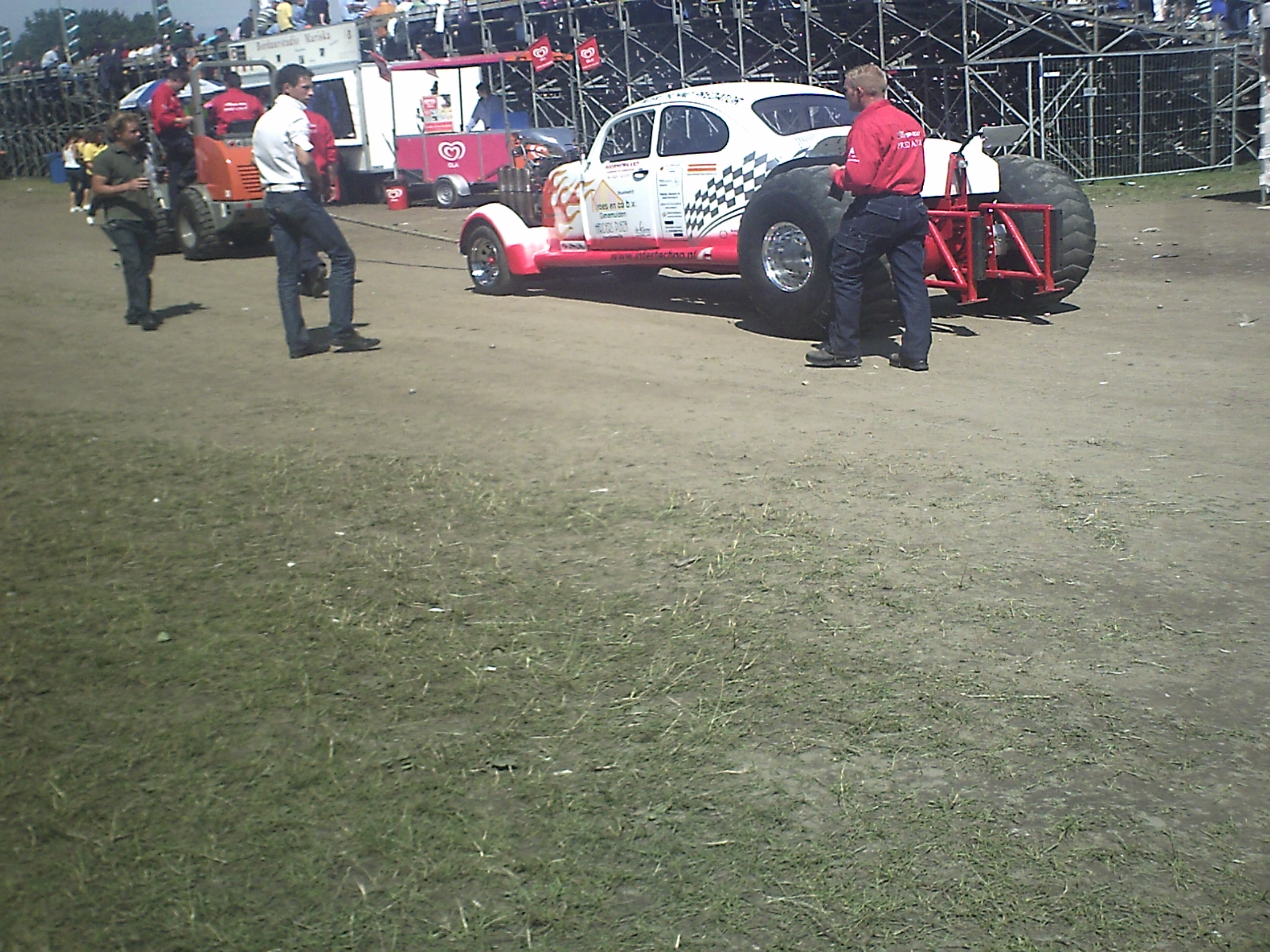
Beach Pull 2009

De Beach Pull is een bekend Tractor Pulling evenement, dat plaatsvindt aan het randmeer op Strand Nulde te Putten. Het behoort tot de grootste pullings van Nederland en heeft internationale bekendheid. De hoofdsponsor van het evenement is Total Agri. Het wordt ieder jaar gehouden in juli. Het evenemententerrein op het strand biedt plaats aan 10.000 bezoekers.
Er zijn twee klei banen. Op beide banen wordt in verschillende klassen gereden. De wedstrijden worden gehouden op vrijdagavond en op zaterdagmiddag en -avond. Zaterdags worden er ook nog verschillende Eurocup klassen gereden.
De deelnemende teams en het publiek zijn niet van elkaar gescheiden, de bezoekers kunnen de voertuigen van dichtbij bekijken. Doorgaans wordt door de teams behalve in het motorvermogen ook veel energie gestopt in het uiterlijk van de voertuigen, waardoor er allerlei opvallende bouwsels rondrijden. 